# 4955 Gold
4955 Gold è un asteroide della fascia principale del diametro medio di circa 29,84 km. Scoperto nel 1990, presenta un'orbita caratterizzata da un semiasse maggiore pari a 3,1527772 UA e da un'eccentricità di 0,1296395, inclinata di 7,43518° rispetto all'eclittica.